# 167 (număr)
167 (o sută șaizeci și șapte) este numărul natural care urmează după 166 și precede pe 168 într-un șir crescător de numere naturale.

## În matematică
167
- Este un număr prim Chen.[1][2]
- Este un număr prim gaussian.
- Este un număr prim asigurat.[3][4]
- Este un număr prim izolat.[5][6]
- Este un număr prim Eisenstein fără parte imaginară și cu partea reală de forma {\displaystyle 3n-1}.
- Este un număr prim lung.[7][8]
- Este un număr prim Pell.[9][10]
- Este un număr prim plat.[11][12]
- Este un număr prim Ramanujan.[13][14]
- Este un număr mirp (prim reversibil).[15][16]
- Este un număr prim slab.[17][18]
- Este un număr prim trunchiabil la stânga.[19][20]
- Este singurul număr prim care nu poate fi exprimat ca sumă a șapte sau mai puține cuburi.
- Este cel mai mic număr care necesită șase termeni când este exprimat ca sumă de pătrate prin algoritmul greedy: {\displaystyle 167=144+16+4+1+1+1\,}.[21]
- Utilizând Teorema celor patru pătrate a lui Lagrange numărul de termeni poate fi redus: {\displaystyle 167=121+36+1+1\,}, însă asta nu este o expresie greedy.
- Este un număr prim lung,[22] zecimalele lui 1/167 au o perioadă de 166 cifre:

0,00598802395209580838323353293413173652694610778443113772455089820359281437125748
   50299401197604790419161676646706586826347305389221556886227544910179640718562874251497 00...
- Este un număr extrem cototient,[23][24] ca fiind cel mai mic număr k cu exact 15 soluții ale ecuației x - φ(x) = k.
- Este un număr fericit.[25][26]
- Este un număr strict nepalindromic.
- Este cel mai mic număr prim format din mai multe cifre la care produsul cifrelor sale este egal cu numărul cifrelor sale înmulțit cu suma cifrelor sale: 1×6×7 = 3×(1+6+7)

## În știință

### În astronomie
- Obiectul NGC 167 din New General Catalogue este o galaxie spirală cu o magnitudine 13,7 în constelația Balena.
- 67 Urda este un asteroid din centura principală.
- 167P/CINEOS este o cometă periodică din Sistemul Solar.
- IC 167 sunt galaxii care interacționează.

## În alte domenii
167 se poate referi la:
- Formatul ECMA-167 ( sau Universal Disk Format) pentru un sistem de fișiere pentru discuri optice.
- Familia C167 este o arhitectură pe 16 bit a microcontrolerelor Infineon.
- Martina Navratilova deține 167 de titluri la tenis, record absolut atât la bărbați, cât și la femei.